# 佐藤闘介
佐藤 闘介（さとう とうすけ、1964年11月8日 - ）は、日本の映画監督。

## 略歴
日本映画学校（現・日本映画大学）第0期卒業（日本映画学校の前身となった横浜放送映画専門学院が在学中に3年制専門学校に改編された為、本来の横浜12期として卒業せず、特別科として翌年、『バナナシュート裁判』完成後に日本映画学校を卒業）。
映画『バナナシュート裁判』はベルリン国際映画祭、香港国際映画祭に正式招待された。
父親は俳優の佐藤允。

## 主な監督作品
- 『バナナシュート裁判』（監督、脚本、1989年）
- 『曖・昧・Me』（監督、1990年）
- 『汝殺すなかれ』（監督、1996年）
- 『地球の長いお別れ The Longest Goodbye』（監督、脚本・2018年／主演:澤谷タカヒロ、岬花音菜）

## その他の作品
- 『英霊たちの応援歌』(出演、秋山健吾（信吾の弟）役・1979年)
- 『助太刀屋助六』（監督助手、助監督、演出助手、アシスタントプロデューサー、メイキング製作・2002年）
- DVD『岡本喜八 SOLDIERS 戦場編』 6枚組　DVD-BOX 特典ディスク『喜八監督がいた。A Memory of “Kihachi Spirit"』（監督、脚本、撮影、インタビュアー、解説・2006年）

## 著書
- 『B級映画少年』（日本経済新聞出版）1993年2月 ISBN 978-4532160845
- 『その男、佐藤允』（河出書房新社）2020年7月 ISBN 978-4309028989